# Gampsonyx
Gampsonyx is een monotypisch geslacht van vogels uit de familie van de havikachtigen (Accipitridae). De wetenschappelijke naam van het geslacht is voor het eerst geldig gepubliceerd in 1825 door Nicholas Aylward Vigors. De volgende soort is bij het geslacht ingedeeld:
- Gampsonyx swainsonii – Parelwouw